# 法氏早熟禾
法氏早熟禾（学名：Poa faberi）为禾本科早熟禾属下的一个种。种名faberi以19世纪来中国传教、收集植物的德国植物学家花之安（Ernst Faber, 1839-1899）的名字命名。